# Tim Kingsbury
Tim Kingsbury est un musicien canadien membre de la formation de rock indépendant originaire de Montréal « Arcade Fire », où il joue de la basse, de la guitare et parfois des claviers.
Il a grandi à Guelph en Ontario. Plusieurs de ses copains de l'époque sont devenus des musiciens de rock indépendant, comme Gentlemen Reg et Jim Guthrie. Tim déménagea à Montréal, où se rencontrèrent les membres d'Arcade Fire.
Kingsbury a aussi participé à des tournées de Wolf Parade comme bassiste remplaçant, et a joué un peu avec CLARK the band (en).